# Братство самостійників
Братство самостійників — таємна організація, утворена групою київських студентів у 1912.  
Згідно із задумом Братство мало залишатися суворо засекреченим як для імперського уряду, так і для українських націоналістичних кіл.
Являло собою своєрідний орден, члени якого входили до всіх інших існуючих тоді українських партій та організацій, щоб там у відповідній формі пропагувати ідеї самостійності України та зручною тактикою скеровувати їхню діяльність на шлях українського націоналізму. Однією з таких партій був Союз Української Державності, що діяв як окрема легальна структура.

## Мета
Метою практичної діяльності Братства було поширення націоналістичного світогляду і популяризація націоналістичних гасел через легальні і нелегальні видання різного характеру; організація самостійних нелегальних товариств студіюючої молоді, якими, в таємниці перед самими членами даного товариства, фактично керували б члени «Братства»; в усіх існуючих українських партіях за посередництвом членів «Братства», що стали членами тих партій, ставити під увагу національне питання й конечність державної суверенності України та пришвидшувати конфлікт на цьому тлі між українським і російським, чи москвофільським елементами даної партії, спрямовуючи таким чином еволюцію політичної думки українського елементу в бік самостійництва: організувати окремі партії й організації з не надто підкресленим націоналістичним характером, які становили б для багатьох конечний перехідний етап від «єдинонеділимства» до українського самостійництва; просунення членів своєї організації у середовище опонента для здійснення необхідної розвідки й зручної диверсії у його рядах.
Додержання суворої конспірації членами Братства стало причиною того, що про нього збереглися вкрай уривчасті відомості. Відомо що діяльністю організації керувала Рада Братства.
За спогадами члена Чернігівського відділення Братства Романа Бжеського:
| Було воно таємною організацією, про існування якої не знали і знати були не повинні навіть більш «певні» й визначні українські діячі. Б. С. не мало ані писаної програму, ані статуту, але визнавало певних «десять заповідей» складених не Б. С., які окреслювали головні засади. Натомісць метою його було боротися всіма прийнятними й не прийнятними, лєгальними й нелєгальними засобами за відновлення цілком самостійної і суверенної української держави. Головною перешкодою на шляху до відновлення державності була московська імперія і тому одним із завдань Б. С. було використовувати кожну нагоду, яка вела до її ослаблення чи зруйновання. Але само по собі не лише її ослаблення, але навіть розпад імперії не дасть нам нічого, коли ми не зуміємо змобілізувати всі сили нашої нації і запалити її вогнем зненависті до москвинів палким прагненням відновлення суверенітету й державності. |

## Члени організації
Ініціатором створення Братства Самостійників і його головою був Валентин Отамановський, який згодом став активним учасником визвольних змагань і був засуджений більшовиками, як член СВУ на 10 років тюрми, а згодом ліквідований ними під час ув'язнення. Визначними членами організації були: Микола Міхновський, Микола Лизогуб (загинув у бою під Крутами), Михайло Павленко, Ф. Летушко, Петро Федорченко (загинули у збройній боротьбі з більшовиками); Андрій Казка, Віктор Коновал, Нуся Коновалівна, Грицько Устименко, П. Діденко, Олександр Калюжний, Іван Тимощук, Литвицький (розстріляні більшовиками за революційну антибільшовицьку діяльність), письменник Василь Еланський-Блакитний (помер в 1925 природною смертю, не розкритий більшовиками), Кость Лоський, Сергій Шелухин та Артем Хомик (померли на еміграції).

## Діяльність
Відомо також, що Братство самостійників активно проводило пропагандистську роботу у багатьох містах України і зокрема у таких містах як Київ, Одеса, Чернігів, Житомир та ін. У 1916 р. братством було засновано видавництво «Вернигора», метою якого, за словами В. Отамановського, було пропагування ідеї орієнтації української літератури на Західну Європу. Одним із перших творів виданих «Вернигорою» стала повість В. Отаманівського під псевдонімом Золотополець «Син України», в якій автором підкреслювався державницький характер боротьби Богдана Хмельницького, порушення Москвою статей Переяславської угоди й переможний бій під Конотопом проти військ Московського царства. Чимало творів світової класики видавництвом було перекладено українською мовою і видано друком («Казки Шахразади» та ін.).
Видавнича і політична діяльність Братства значно активізувалася під час революційних подій і добу національно-визвольних змагань. Члени організації стояли на позиціях про необхідність створення регулярної української армії, через що особливу увагу приділялося агітації серед юнкерських військових шкіл. Ними проводилася широка революційна робота серед молодіжних військових організацій і формацій Одеського Військового округу. Самостійниками контролювалася Одеська військова рада. В квітні 1917 р. заходами самостійників було засновано молодіжне військове формування «Одеська Січ». За ініціативою братчиків студентів Г. Ковтуненка і А. Пищаленка у Звенігородському повіті вперше у Київській губернії було створено організацію Вільного козацтва.
Свою політичну роботу братство проводило через «Юнацькі спілки» — легальні об'єднання студентської, гімназійної та робітничої молоді. «Юнацькі спілки» навесні 1917 р. поширювали свою діяльність у тилових резервних частинах, дислокованих на території Лівобережної України. У м. Києві заходами самостійницьких молодіжних організацій було утворено штаб української міліції та розпочато формування першої кінної сотні.
На початку червня 1917 р. членом Братства самостійників став Микола Міхновський (помер у Києві в травні 1924 р. за нез'ясованих обставин). В результаті невдоволення політикою «автономії» яку провадила Центральна Рада 27 червня 1917 р. на загальній нараді братства за ініціативою М. Міхновського було ухвалено рішення про збройний виступ проти її уряду і про проголошення Української держави яке повинно було відбутися у Каневі на могилі Т. Г. Шевченка. 
Полковник Юрій Капкан (командир полку ім. Б. Хмельницького) порушивши дану Братству присягу у боротьбі за самостійну Україну, повідомив про плани «самостійників» члена Центральної Ради В. Винниченка, на що останній вирішив прибути до полку особисто і провести там роз'яснювальну роботу. Проте остання не мала успіху. Разом з тим 3 липня у Петербурзі відбувся більшовицький переворот і члени Братства самостійників ухвалили рішення силами полку ім. П. Полуботка і Б. Хмельницького нейтралізувати сили Тимчасового Уряду і передати реальну владу Центральній Раді, що на їх думку, змусило б керівництво Центральної Ради стати на шлях державництва. 
В останню мить полк ім. Б. Хмельницького не взяв участі у повстанні. Проте у ніч з 4 на 5 липня полуботківці разом із частиною богданівців виступили. Понад 5 тисяч бійців захопили банк, Печерську фортецю, Арсенал, майже всі відділи міліції, роззброїли юнкерів, захопили інтендантські склади, розгромили будинок коменданта Київського військового округу генерала Оберучева, який завчасно втік. У той же час вони виявили абсолютну лояльність до Центральної Ради, вітали її, проходячи повз будинок українського парламенту. 
Проте керівництво Центральної Ради не сприйняло такого кроку і видало наказ полку ім. Б. Хмельницького роззброїти полуботківців. За допомогою російської кулеметної роти це було зроблено. Заарештованих учасників повстання було передано російським судовим властям, які висунули проти них звинувачення у намаганні відірвати Україну від Росії. Серед заарештованих був і М. Міхновський, якого згодом вислали на Румунський фронт за наказом О. Керенського. Одразу по роззброєнню полуботківців їх полк було відправлено на бойову лінію фронту.

## Відділення в Чернігові
Відділення братства діяло, зокрема, в Чернігові. Очільник — Василь Еллан-Блакитний (Василь Елланський), серед членів були Павло Тичина, Євген Онацький, Аркадій Казка, Роман Бжеський та інші.
У серпні 1914 року у Спаському соборі в Чернігові, майбутній український письменник Аркадій Казка за дорученням майбутнього знаного поета та політика Василя Елланського прийняв присягу на вірність Братству самостійників у юнака-гімназиста Романа Бжеського.
1916 року братство відрядило Павла Тичину до Києва з метою налагодження зв'язків із іншими самостійницькими групами. Невдовзі Тичина писав з Києва: 
| Я розчарувався в самостійниках, тут із ними у студентській громаді навіть і говорити не хочуть; недавно одного просто викинули. Та й хіба конче потрібна нашому народові самостійність? Се якось вузько і консервативно, а до того ж вони такі шовіністи! Але не дивлячись на се все і дальше я буду вас інформувати та допомагати у справі зв'язку з центром.[2] |
7 жовтня 2016 у КМЦ «Інтермеццо» відбулася презентація відеофільму «Братство самостійників». Автор – журналіст Ірина Воробей. Стрічка належить до циклу «Колискова для дорослих» Чернігівської регіональної дирекції «Сівер-Центр» Національної телекомпанії України.
Дослідженнями діяльності братства в Чернігові займаються історики Тамара Демченко, Володимир Бойко.